# کارنی چوکواومکا
کارنی چوکواومکا (انگلیسی: Carney Chukwuemeka؛ زادهٔ ۲۰ اکتبر ۲۰۰۳) یک بازیکن فوتبال اهل انگلستان است برای باشگاه چلسی بازی می‌کند.
وی همچنین در تیم‌های ملی فوتبال زیر ۱۷ سال انگلستان، زیر ۱۸ سال انگلستان و زیر ۱۹ سال انگلستان بازی کرده است.